# Sergej Toropov
Sergej Vladimirovič Toropov (in russo Сергей Владимирович Торопов?; Nižnij Novgorod, 15 ottobre 1989) è un cestista russo.

## Palmarès
- Coppa di Russia: 1

Zenit San Pietroburgo: 2023-2024
- Supercoppa VTB United League: 2

Zenit San Pietroburgo: 2022, 2023